# إكس بوكس
إكس بوكس (بالإنجليزية: XBOX)‏ ، هي علامة تجارية في ألعاب الفيديو مملوكة لشركة مايكروسوفت الأمريكية سنة 2001م، وتمثل سلسلة أنظمة ألعاب الفيديو التي أطلقتها ميكروسوفت في 2001.

## ألعاب حصرية على منصات منافسة
وفي فبراير2024 أعلنت شركة مايكروسوفت استعدادها لإتاحة 4 ألعاب حصرية خاصة بمنصتها "إكس بوكس" إلى منصات بلايستيشن و5 وونينتندو سويتش، وكشفت الشركة، أن الألعاب الأربعة بينها لعبتان رئيسيتان ولديهما جمهور واسع، ولعبتان بشعبية أقل.

## وصلات خارجية
- الموقع الرسمي
- Xbox في أرشيف الإنترنت(أرشفت في  يوليو 30, 2001)